# Cybaeus mosanensis
Cybaeus mosanensis är en spindelart som beskrevs av Paik och Joon Namkung 1967. Cybaeus mosanensis ingår i släktet Cybaeus och familjen vattenspindlar. Inga underarter finns listade i Catalogue of Life.